# Bodanoness
Bodanoness fou un petit estat tributari protegit de l'Índia al districte d'Und Sarviya, a Kathiawar, presidència de Bombai. Estava format per un únic poble amb també un sol tributari. El seu tribut era de deu lliures al Gaikowar de Baroda i 18 al nawab de Junagarh, i els ingressos de 105 lliures.
La capital era Bodanoness situada a 21° 24′ N, 71° 50′ E / 21.400°N,71.833°E.